# Романовская игрушка

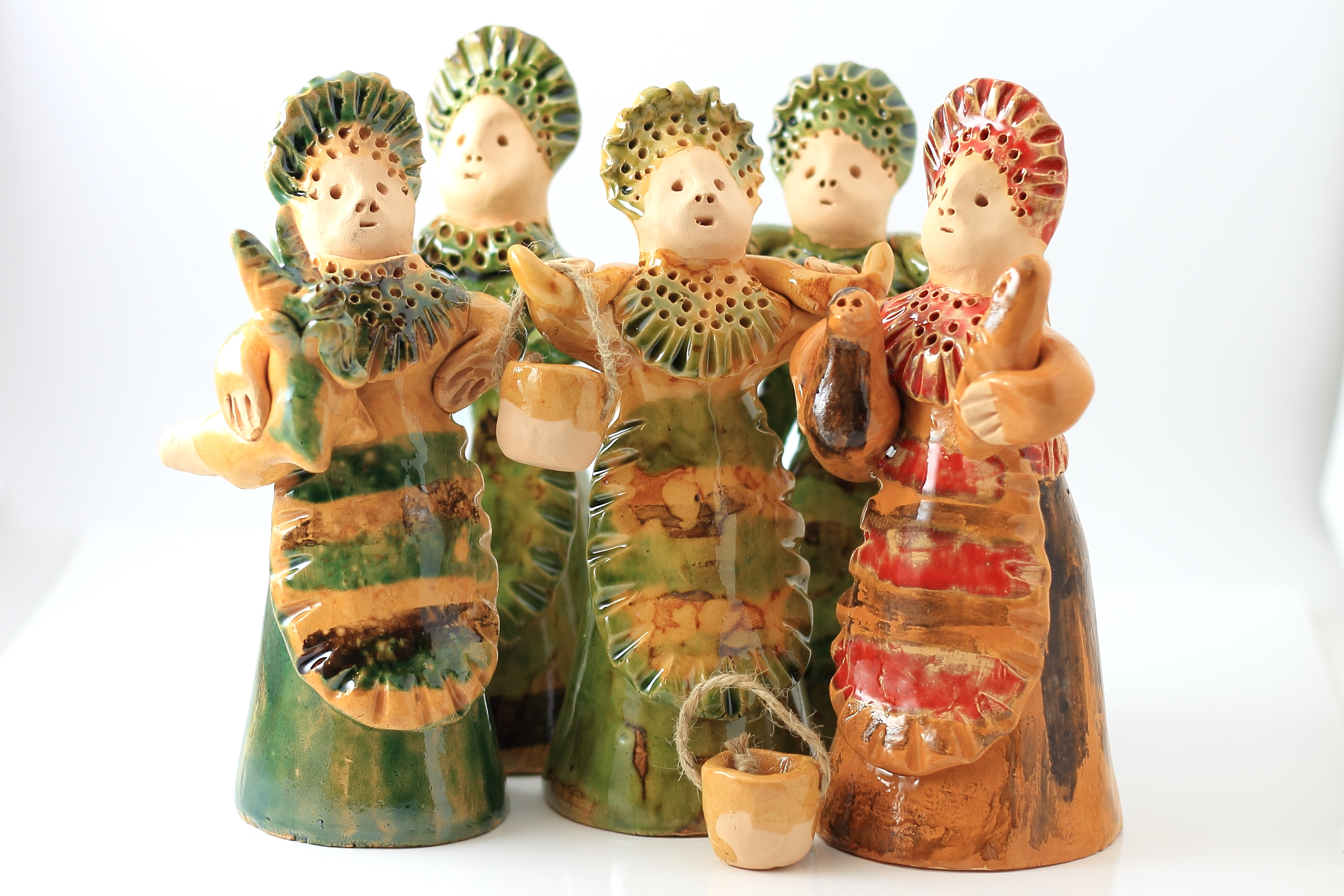
Романовская игрушка. Глазурь

Романовская игрушка — традиционный русский народный промысел изготовления глиняных игрушек-свистулек, сформировавшийся близ села Романово на территории Липецкой области.

## История промысла

### Возникновение
Древнейшие из найденных образцов игрушки датируются XVII веком и хранятся в фондах Липецкого областного краеведческого музея. Одно из самых ранних официальных упоминаний об игрушечном промысле в Тамбовской губернии относится к 1853 году. «Тамбовские губернские ведомости» на своих страницах рассказывали о характерных для промысла сюжетах. Сюжетно-образную основу для глиняных свистулек того времени составляли лошадки, коровы, бараны, петухи, олени, солдаты в папахе и барыни в капоре. Игрушки покрывались жёлтой, зелёной, коричневой поливой (глазурью) или красились краской.

### XIX век
Заметные изменения в развитии романовского промысла произошли в XIX веке, что связано с Липецким курортом. В курортный сезон Липецк посещала столичная знать. Бывали известные писатели и поэты, музыканты и актёры, революционеры-народники, а в военное время здесь залечивали раны русские солдаты и офицеры. Одновременно, сохраняя старые традиции, мастера начинают лепить новые сюжеты: офицеров в парадных мундирах, нарядных дам, гуляющие парочки, богатые выезды в колясках и каретах. Постепенно сдержанная поливная игрушка отходит на второй план, уступая место яркой, раскрашенной масляными и анилиновыми красками мелкой пластике, которая охотно покупается отдыхающими и заезжими гостями.
Наибольшего расцвета романовский промысел достигает во второй половине XIX века. Ведущими мастерами конца XIX века становится семья Митиных из села Романово: Павел Степанович и сыновья Иван Павлович и Яков Павлович.
Творчество Митиных постепенно превращается в самостоятельную, выразительную ветвь романовской игрушки. Игрушка приобретает свой узнаваемый стиль: выделяются мельчайшие детали: у офицеров и генералов — эполеты и аксельбанты, шнуры и перевязи, медали, ордена и пуговицы, кокарды на фуражках; мелкие детали серебрятся; барышень украшают замысловатые головные уборы. Игрушка превращается в мини-скульптуры, становясь похожей на фарфоровые фигурки, распространённые в то время. Позднее в своих работах Митины стали использовать штамповку лиц. Так появляются образы Николая II и Льва Толстого. Такие необычные игрушки романовских мастеров редки и особенно ценны. Они отражают не просто некие фольклорные мотивы, но и определённые политические события и настроения, существующий уклад жизни.
Достоверно известен один случай из жизни И. П. Митина. Вылепив фигурки офицера в парадном мундире с лицом Николая II, он отправился на базар. Причём портретное сходство не вызывало сомнений. «Государя», слепленного Митиным, оценили быстро. Едва только Иван Павлович выставил его на продажу среди прочих игрушек, как был задержан жандармом. Довольно долго ему пришлось находиться под арестом в «холодной», а потом — под надзором полиции.

### XX век
В начале XX века в Липецке, Михаилом Павловичем Труновым, создаётся Липецкое Петровское общество распространения научных и практических знаний. Именно тогда и началась собираться первая коллекция глиняных игрушек для Краеведческого музея. Так в отчётах Петровского общества за 1909 год сказано:

«В с. Романово Липецкого уезда, из стари существует кустарный гончарный промысел и в музее положено начало составлению коллекции глиняных игрушек, работы этих кустарей; игрушки эти очень разнообразны, некоторые работаются по старинным формам. Но в последнее время старина заменяется новыми формами, конечно соответствующими переживаемым интересам: в последние годы появились куклы, изображающие японцев».

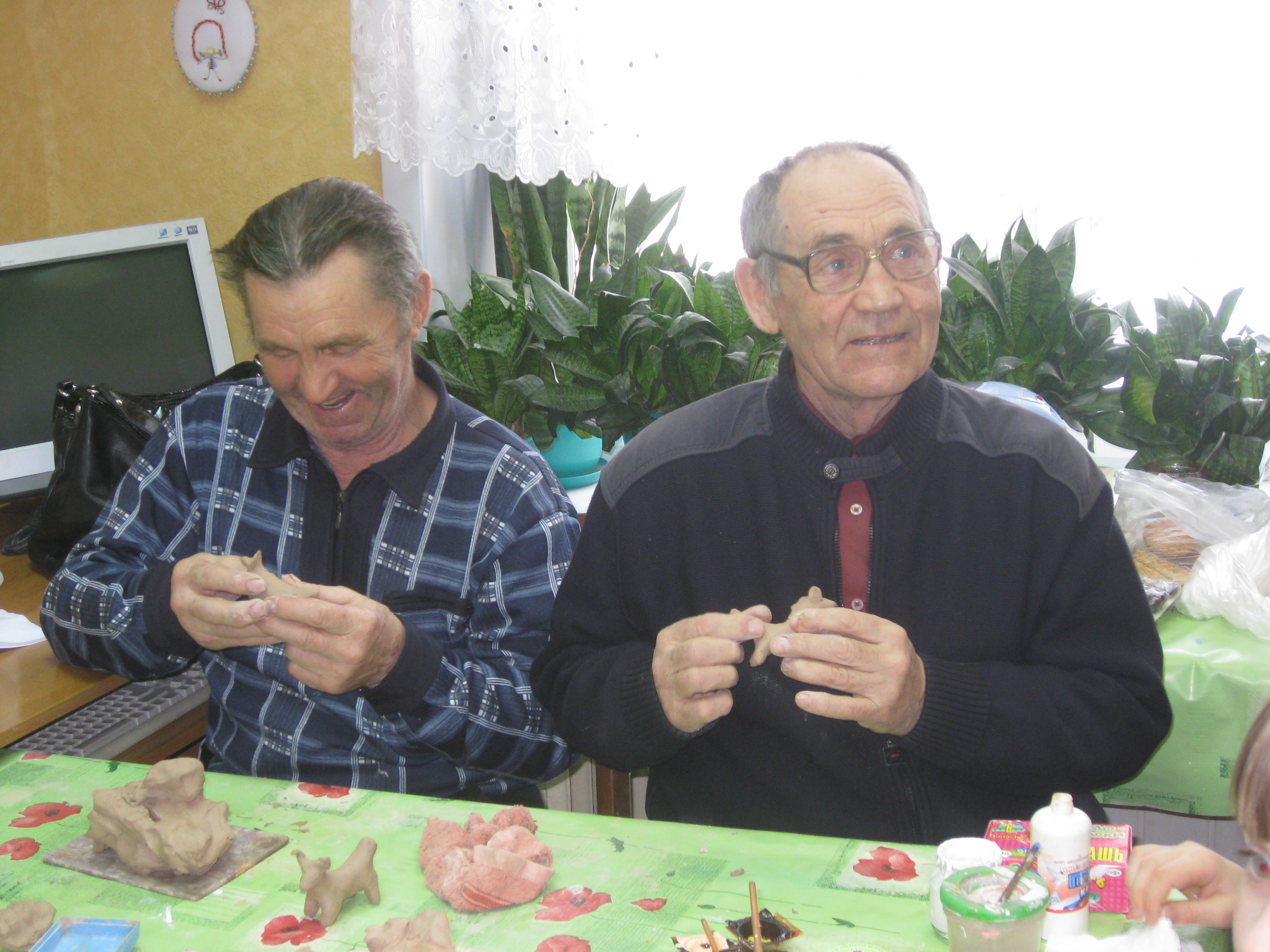
Анатолий Васильевич и Виктор Васильевич Митины в ДТ «Советский» г. Липецка, 2011 год

После Октябрьской революции и Гражданской войны в селе ещё работали несколько семей мастеров. Среди них А. Ф. Коняхин, М. И. Козлов, Н. И. Козлова (Митина). Однако, не многие имена народных мастеров сохранила история. Династию Митиных можно считать долгожителями игрушечного ремесла. Многие игрушки Ивана Павловича составили липецкую музейную коллекцию, а в 1930-х годах он сделал игрушки для Музея этнографии народов СССР (Ленинград). Особенно он любил лепить две фигурки: «Беседа» и «Пожарник». «Пожарник» представлял собой лошадку, везущую бочку на колёсах, на передке — мужичок в красивой униформе. «Беседа» — многофигурная композиция. Вокруг стола, уставленного чашками или рюмками, штофом и блюдом с пирогами, сидят двое или трое: священник, офицер и статский.

### Современное состояние промысла
Промысел возрождается. Традиции романовской игрушки сохраняет и развивает Центр Романовской игрушки, расположенный в селе Троицкое Липецкого района. 
«Митинской» лепке можно поучиться у Анатолия Васильевича и Виктора Васильевича. Внуки именитого деда, бывая в гостях в центре развития творчества «Советский» города Липецка, делятся с ребятами из кружка «Глиняная игрушка» секретами древнего мастерства.

## Особенности игрушки
Романовская игрушка — это игрушки-свистульки, с двумя, четырьмя, или более игровыми отверстиями. Очень разнообразна в сюжетном исполнении (более сорока сюжетов) — от глубоко традиционных птичек-свистулек, всадников до современных сиринов и медведей; от простых собачек до объёмных композиционных выездов и повозок, запряжённых тройкой лошадей.
Игрушка покрывается поливой или красится краской, разведённой на яйце. Цвета, традиционно, неяркие, сдержанные. Обычно — это красный, жёлтый, зелёный; реже — синий, чёрный, малиновый.

### Производство
Из воспоминаний Марии Васильевны, Виктора Васильевича, Анатолия Васильевича и Василия Васильевича Митиных:
Глину привозил на телеге отец.   Брал под  Студеными  Хуторами, там,  в Борщевом логу была жила тёмно-синей очень эластичной глины. Заливали водой в корыте, и она три дня размачивалась. Потом отец брал кусок глины и разбивал его железным прутом «часа два им тякает- тякает», а уж потом начинает натирать глину на лавке, как тесто. Работать садились все. В окно глянем – дети гуляют, а мы «лепёшки» шлёпаем. Потом делали заготовки – «пушки». Складывали на двухметровую доску в 4 ряда и 4 ряда вверх. Отец рога и хвосты крутил, а мать (Любовь Михайловна), проколкой из бересклета, свистки делала.  Всю зиму лепили, сушили на печи, а обжигать начинали  с весны, как снег сойдёт. В горн сначала закладывали выжигать известняк, а на него сверху клали игрушки. Игрушки закладывали аккуратно, заполняя пустоты между куклами мелкими свистульками. За раз могло поместиться до 20 тысяч штук.  Горн топили  до тех пор, пока игрушки не станут красными. Затем затворку закрывали и оставляли, чтобы остыли. А уж на другой день садились красить. Брали гусиное перо и химическую краску, разведённую на яйце. Раскрашивали клюв, гребешок и на спине делали три, четыре полоски красным, зелёным, голубым , жёлтым цветом. Игрушки получались как конфетки.  А потом их забирали  перекупщики из «Вторсырья» по 3 копейке за штуку (договор заключали заранее), или же мать насыпала в корзину и шла на рынок свистеть. На базаре она продавала свистульки  по 5 копеек.  В 1947 году на игрушечные деньги купили кирпичный дом, который сохранился до наших дней.

## Галерея сюжетов
Работы народного мастера России И. П. Беликовой:

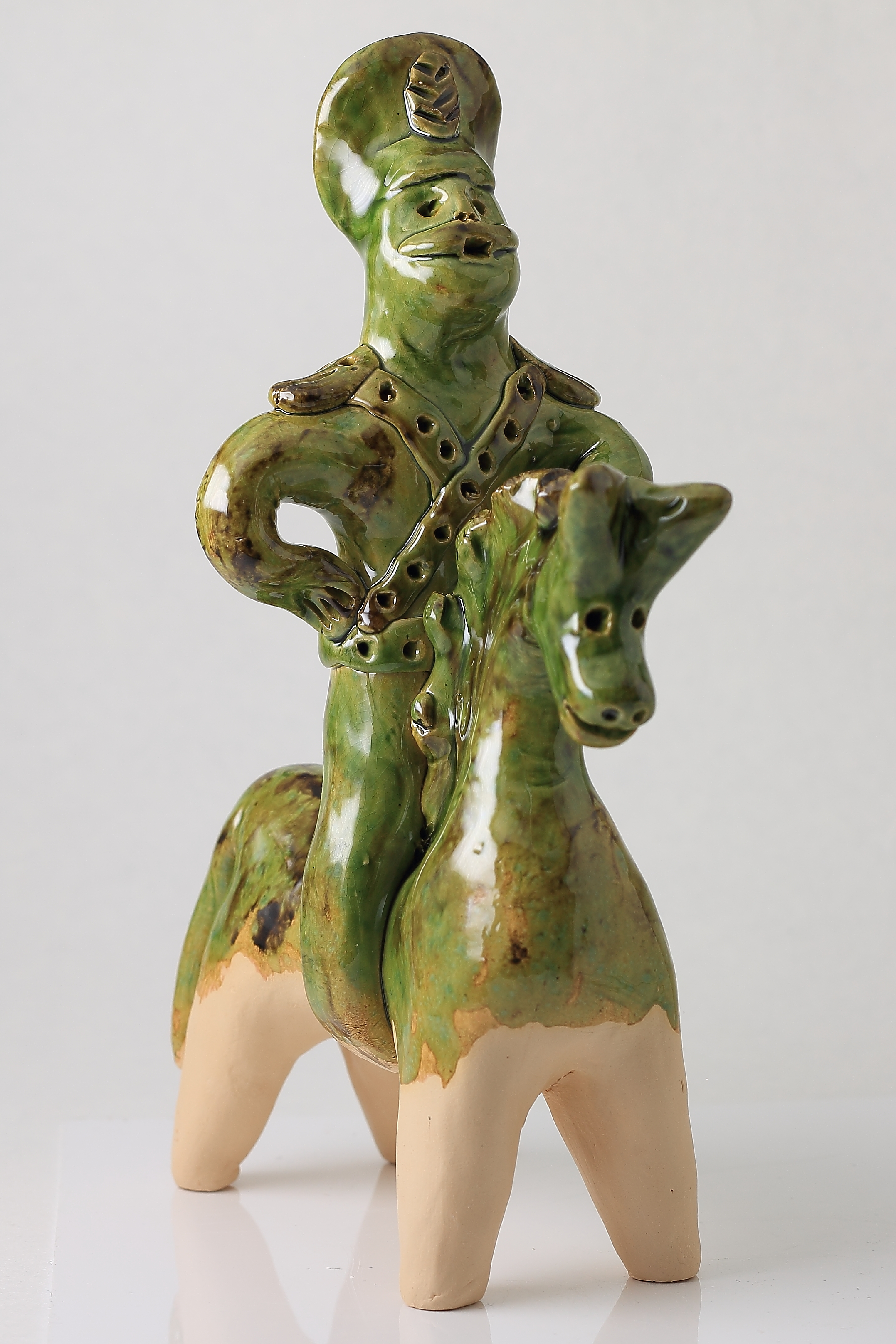
Офицер. Традиционный сюжет. Полива.
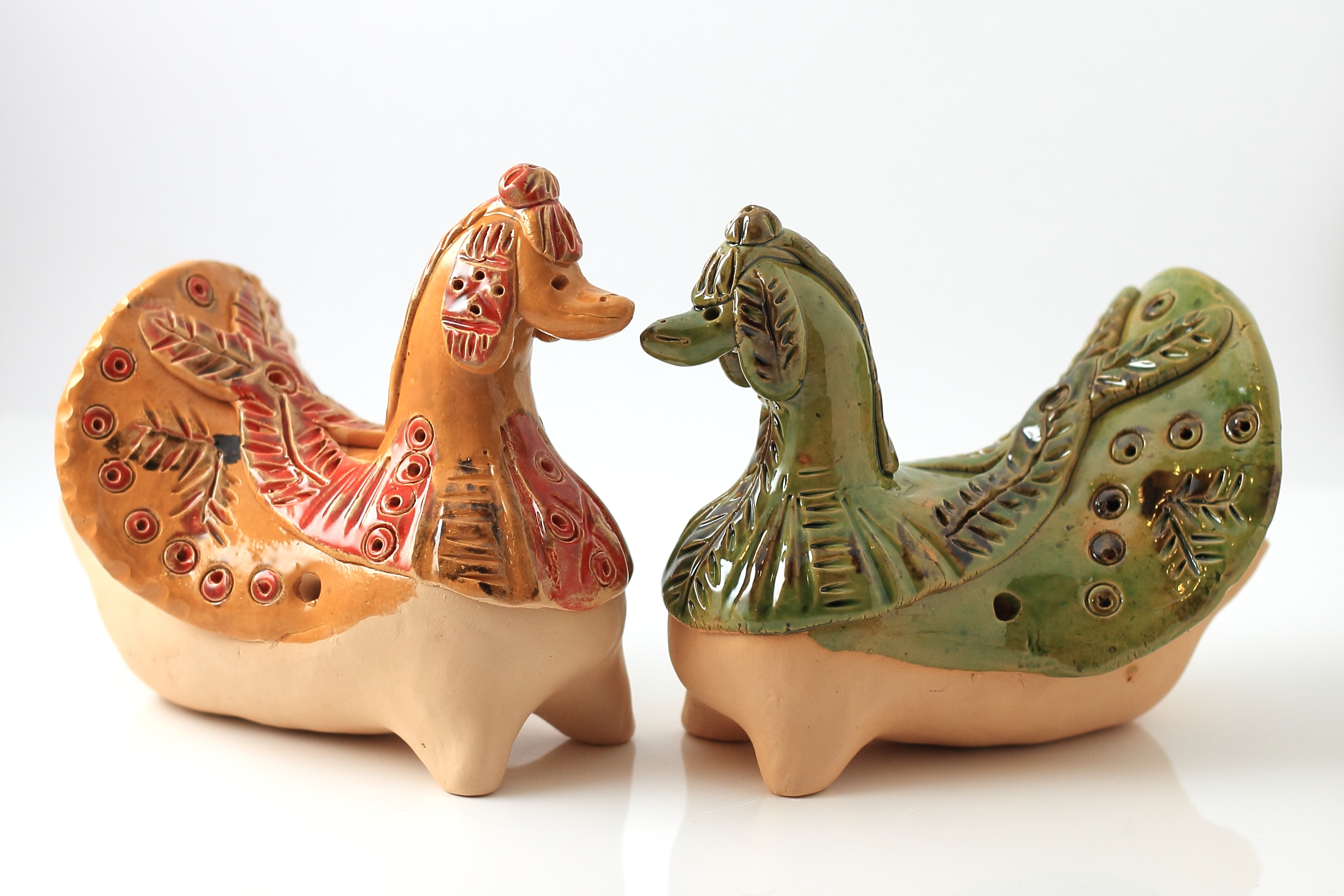
Индюк. Традиционный сюжет. Полива.
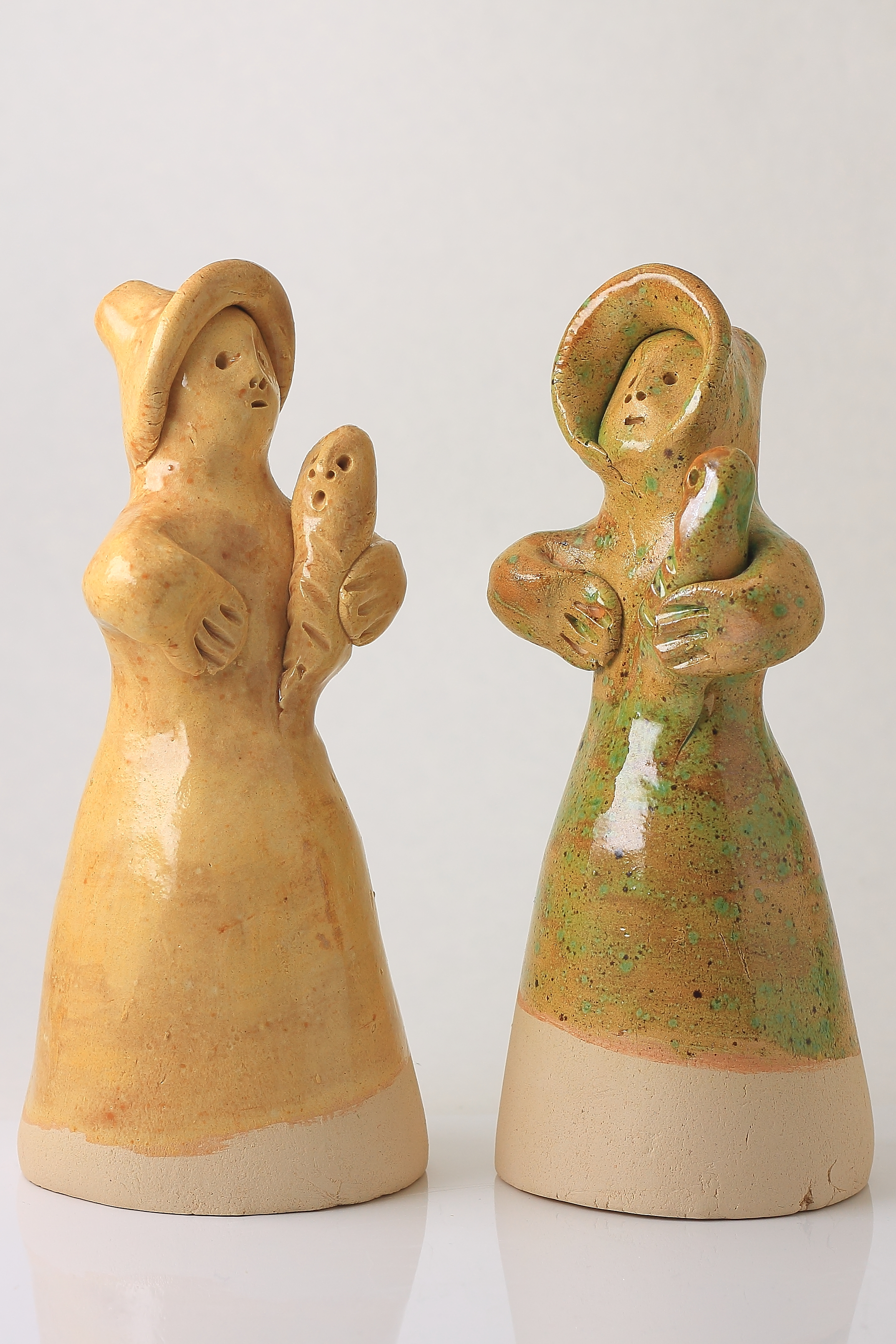
Бабы. Традиционный сюжет. Полива.
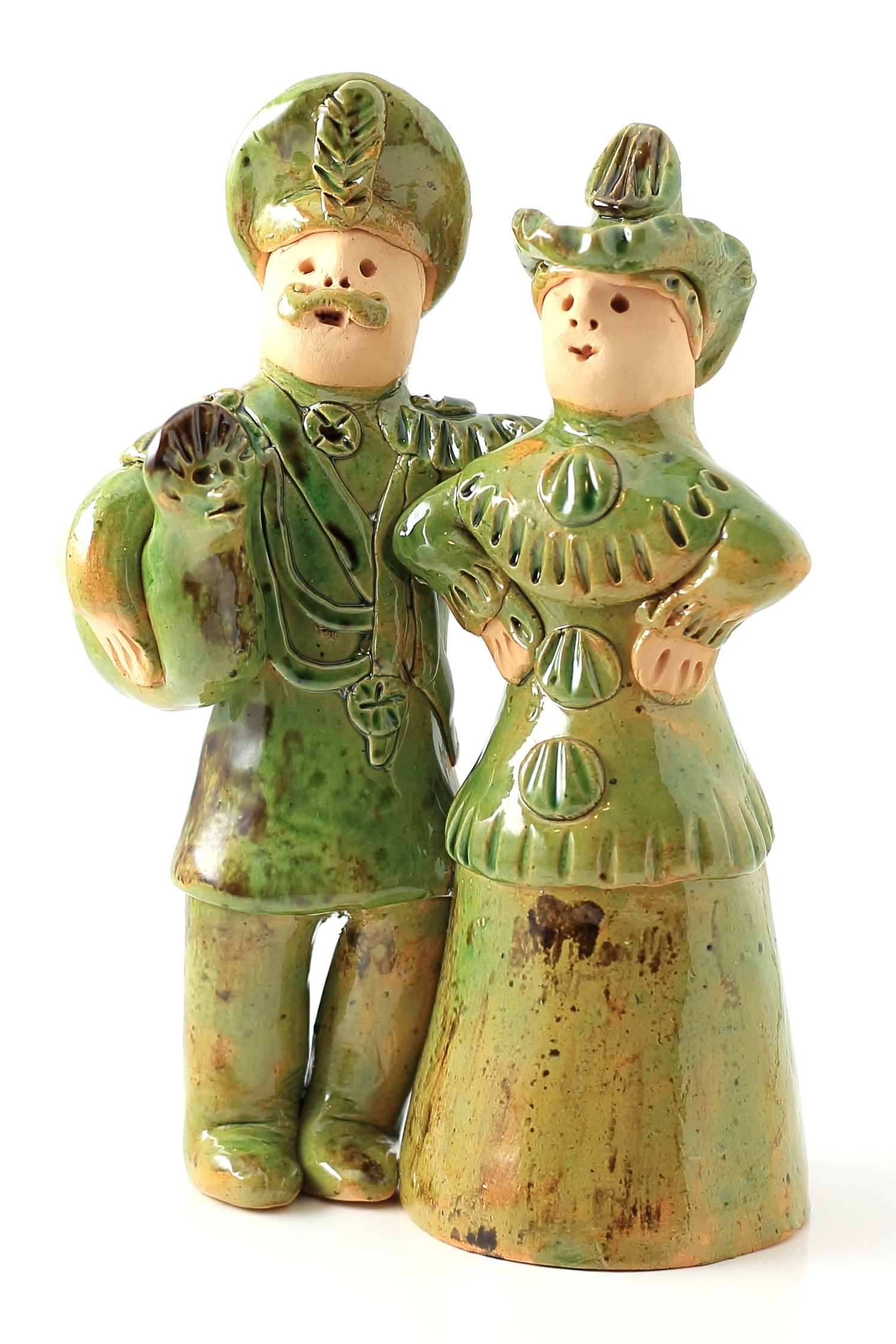
Парочка. Традиционный сюжет. Полива.
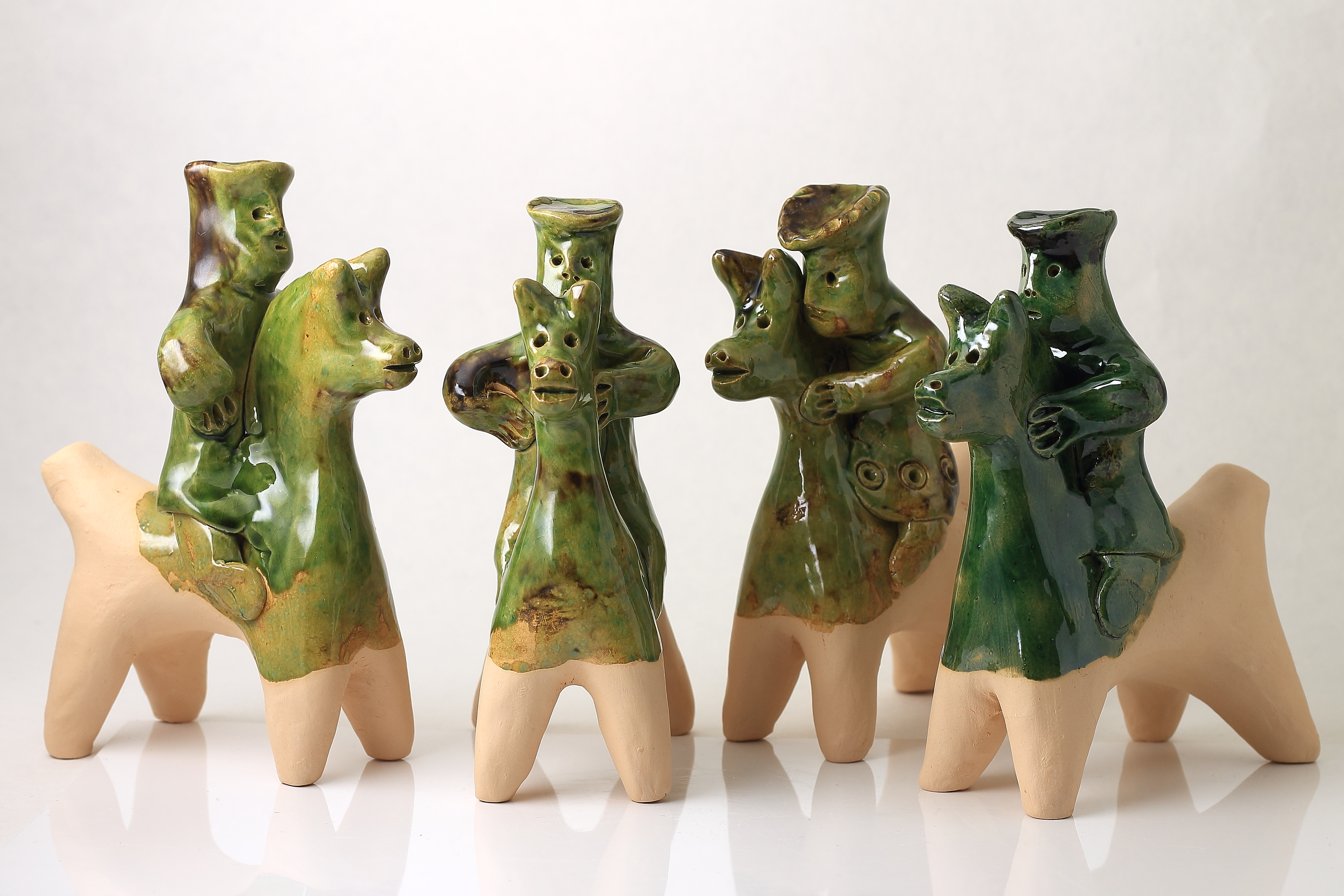
Всадники - гонцы. Традиционный сюжет. Глазурь.
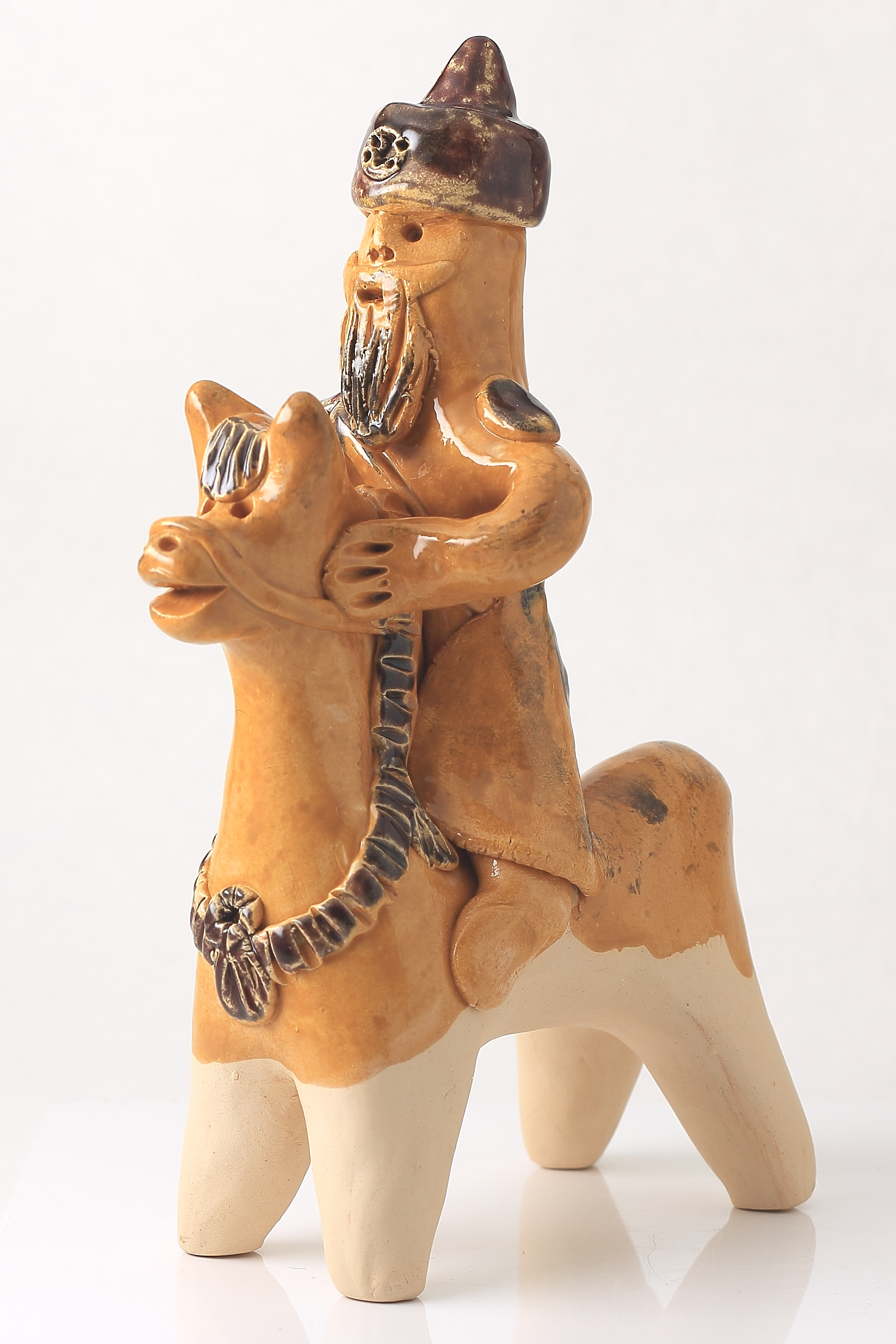
Всадник. Традиционный сюжет. Глазурь.